# Святий (фільм, 2016)
«Святий» (лит. Šventasis) — литовсько-польський драматичний фільм 2016 року, поставлений режисером Андріусом Блажевічюсом. Стрічка була номінована в 11-ти категоріях на здобуття Литовської національної кінопремії 2017 року та отримала 5 нагород, у тому числі за найкращий фільм. У травні 2018 року фільм брав участь в міжнародній конкурсній програмі 47-го Київського міжнародного кінофестивалю «Молодість» та отримав Гран-прі «Скіфський олень» .

## Сюжет
Провінційне литовське містечко стикається з економічною кризою 2008 року. Вітаса звільняють із фабрики. Під впливом дружини він негайно починає шукати нову роботу, але безуспішно. Зробивши нову стрижку, Вітас сподівається на любовну пригоду із перукаркою Марією, але так само зазнає поразки. Зрештою Вітас починає ще одні пошуки: разом із найкращим другом Петрасом починає шукати хлопця, що розмістив на YouTube відео, стверджуючи, що бачив у місті Ісуса Христа. Це єдине, що вдається Вітасові.

## У ролях
| • Марюс Репшис            | … | Вітас                    |
| • Андре Паткаускайте      | … | Юрате                    |
| • Гельміне Глемжайте      | … | Марія                    |
| • Валентинас Круліковскіс | … | Петрас                   |
| • Лукас Малінаускас       | … | Святий                   |
| • Артурас Алексеєвас      | … | Едгарас                  |
| • Егле Анцявічюте         | … | тусовщиця                |
| • Йонас Брашкис (мол.)    | … | Рокас                    |
| • Ерікас Бразаускас       | … | хлопчик у дитячому садку |
| • Ремігіюс Бучюс          | … | сусід                    |
| • Кароліс Бутвідас        | … | тусовщик                 |
| • Володимир Дорондов      | … | консультант              |
| • Мартіна Гедвілайте      | … | Ютіта                    |

## Знімальна група
- Автори сценарію — Андріус Блажевічюс, Текле Кавтарадзе, Марія Кавтарадзе
- Режисер-постановник — Андріус Блажевічюс
- Продюсер — Марія Разгуте
- Співпродюсер — Марта Левандовська, Марта Хабер
- Оператор — Лінас Дабришка
- Композитор — Вітаутас Расімавічюс
- Монтаж — Сільвія Вілкайте
- Художник-постановник — Ауримас Акшис
- Художник з костюмів — Фаустf Саркунайте

## Нагороди та номінації
| Список нагород та номінацій             | Список нагород та номінацій | Список нагород та номінацій    | Список нагород та номінацій                            | Список нагород та номінацій | Список нагород та номінацій |
| Кінофестиваль/Кінопремія                | Рік                         | Категорія                      | Номінант(и)                                            | Результат                   | Дж                          |
| --------------------------------------- | --------------------------- | ------------------------------ | ------------------------------------------------------ | --------------------------- | --------------------------- |
| Міжнародний кінофестиваль у Вальядоліді | 2017                        | Найкращий новий режисер        | Андріус Блажевічюс                                     | Номінація                   |                             |
| Литовська кінопремія                    | 2017                        | Найкращий фільм                | Святий                                                 | Перемога                    |                             |
| Литовська кінопремія                    | 2017                        | Найкращий режисер              | Андріус Блажевічюс                                     | Номінація                   |                             |
| Литовська кінопремія                    | 2017                        | Найкращий актор                | Марюс Репшис                                           | Перемога                    |                             |
| Литовська кінопремія                    | 2017                        | Найкраща акторка               | Андре Паткаускайте                                     | Номінація                   |                             |
| Литовська кінопремія                    | 2017                        | Найкращий актор другого плану  | Валентинас Круліковскіс                                | Перемога                    |                             |
| Литовська кінопремія                    | 2017                        | Найкраща акторка другого плану | Гельміне Глемжайте                                     | Перемога                    |                             |
| Литовська кінопремія                    | 2017                        | Найкращий сценарій             | Андріус Блажевічюс, Текле Кавтарадзе, Марія Кавтарадзе | Перемога                    |                             |
| Литовська кінопремія                    | 2017                        | Найкращий оператор             | Лінас Дабришка                                         | Номінація                   |                             |
| Литовська кінопремія                    | 2017                        | Найкращий художник             | Ауримас Акшис                                          | Номінація                   |                             |
| Литовська кінопремія                    | 2017                        | Найкращий монтаж               | Сільвія Вілкайте                                       | Номінація                   |                             |
| Литовська кінопремія                    | 2017                        | Найкращийіндивідуальний успіх  | Марія Разгуте (продюсер)                               | Номінація                   |                             |
| 47-й Київський МКФ «Молодість»          | 2018                        | Гран-прі «Скіфський олень»     | Святий                                                 | Перемога                    | [ 1 ]                       |